# Aussetzung (Strafrecht)
Die Aussetzung ist der Straftatbestand, einen Menschen in eine hilflose Lage zu versetzen oder ihn pflichtwidrig in einer solchen im Stich zu lassen und ihn hierdurch in die Gefahr des Todes oder einer schweren Gesundheitsschädigung zu bringen.
Im Strafrecht Deutschlands ist die Aussetzung im 16. Abschnitt des Besonderen Teils des Strafgesetzbuchs (StGB) in § 221 geregelt.
Der Tatbestand bezweckt den Schutz von Leib und Leben Hilfsbedürftiger vor Gefährdungen.
Die Aussetzung zählt zu den konkreten Gefährdungsdelikten.
Für die Aussetzung kann eine Freiheitsstrafe von drei Monaten bis zu zehn Jahren verhängt werden.
Um die Aussetzung Neugeborener (auch „Kindesweglegung“ genannt) zu verhindern, wurden in einigen Ländern Babyklappen geschaffen.

## Normierung
§ 221 StGB lautet seit seiner letzten Änderung vom 1. April 1998 wie folgt:
1. in eine hilflose Lage versetzt oder
2. in einer hilflosen Lage im Stich lässt, obwohl er ihn in seiner Obhut hat oder ihm sonst beizustehen verpflichtet ist,

und ihn dadurch der Gefahr des Todes oder einer schweren Gesundheitsschädigung aussetzt, wird mit Freiheitsstrafe von drei Monaten bis zu fünf Jahren bestraft.
(2) Auf Freiheitsstrafe von einem Jahr bis zu zehn Jahren ist zu erkennen, wenn der Täter
1. die Tat gegen sein Kind oder eine Person begeht, die ihm zur Erziehung oder zur Betreuung in der Lebensführung anvertraut ist, oder
2. durch die Tat eine schwere Gesundheitsschädigung des Opfers verursacht.

(3) Verursacht der Täter durch die Tat den Tod des Opfers, so ist die Strafe Freiheitsstrafe nicht unter drei Jahren.
Wegen des Regelstrafrahmens von Freiheitsstrafe von drei Monaten bis zu fünf Jahren handelt es sich bei der Aussetzung nach § 221 Absatz 1 StGB gemäß § 12 Absatz 2 StGB um ein Vergehen. Er weist keine Versuchsstrafbarkeit auf.
Abs. 2 betrifft ein Verbrechen, in Satz 1 geht es um Fälle von Garantenpflicht, in Satz 2 um die Qualifikation durch den Taterfolg. Auch Abs. 3 statuiert ein erfolgsqualifiziertes Delikt (Tötungsdelikt); die Höchststrafe beträgt gemäß § 38 StGB 15 Jahre. Abs. 4 gibt eine Strafzumessungsvorschrift für minder schwere Fälle.

## Entstehungsgeschichte
Die Aussetzung wurde in Europa erst durch den Einfluss des Christentums verpönt, zuvor wurde sie laut Pierer nicht als falsch angesehen. So werden in antiken Sagen etwa die bekannten Figuren Ödipus, Romulus und Remus und Kyros ausgesetzt – um Thronwerber loszuwerden oder, im Fall von Ödipus, um vorhergesagtes Unheil abzuwenden. Bei den Spartanern waren Väter gar dazu verpflichtet, mit Mängeln geborene Kinder in eine Felsspalte des Taygetos hinabzustürzen. Bei den Römern wiederum entschied der Vater darüber, ob ein Kind Mitglied der Familie wurde oder nicht: Hob er das von der Hebamme ihm zu den Füßen gelegte Baby nicht auf, wurde es auf dem Aventinischen Hügel oder an der Columna Lactaria (dt. Milchsäule, auch Säuglingssäule genannt) ausgesetzt. Vorbeikommende konnten es an sich nehmen und dadurch seinen Dienst als Sklaven erwerben. Die katholische Kirche sorgte im Mittelalter für Verbote der Aussetzung von Kindern und gleichzeitig dafür, dass Klöster Findelkinder aufnahmen.
Im Bezug auf Erwachsene ist vor allem die Aussetzung von Piraten ein bekanntes Thema. In früheren Jahrhunderten war sie die Strafe für Meuterei. Der Seemann wurde mit etwas Essen, Trinkwasser und einer geladenen Pistole auf einer kleinen unbewohnten Insel zurückgelassen. Doch auch Seeleute, die sich zwar der Meuterei, nicht aber der Piraterie schuldig gemacht hatten, konnte die Strafe der Aussetzung treffen. Prominentes Beispiel war das Mitglied der Magellan-Expedition von 1520, Vizeadmiral Juan de Cartagena. Während Offiziere niedrigeren Standes, wie die Kapitäne zweier Begleitschiffe, Luis de Mendoza und Gaspar de Quesada, die Hinrichtung traf, wurde der Kapitän der San Antonio, de Cartagena, gemeinsam mit einem Priester an der verlassenen Ostküste Patagoniens ausgesetzt. Wenngleich den beiden Ausgesetzten die schmachvolle Hinrichtung erspart blieb, ist ihr Schicksal doch als um einiges grausamer zu bewerten, da sich das unvermeidliche Sterben über einen weitaus längeren Zeitraum erstreckt. Im Normalfall endete eine solche Aussetzung tödlich, einige wenige Piraten überlebten sie jedoch – etwa Edward England, der auf Mauritius zurückgelassen wurde und mit einem selbstgebauten Floß nach Madagaskar übersetzen konnte. Kriegsrechtlich verfolgt wurde die Aussetzung des Seemanns Robert Jeffrey durch den britischen Kapitän Warwick Lake im Jahr 1807: Lake wurde aus der Navy entlassen und zahlte an Jeffrey, der durch ein amerikanisches Schiff gerettet worden war, 600 £ Entschädigung.
Frühe Vorläufer des Straftatbestands der Aussetzung stellten die Aussetzung von Kindern durch ihre Mutter unter Strafe. Das Bayerische Strafgesetzbuch von 1813 erweiterte den Anwendungsbereich der Aussetzung auf alle hilfsbedürftigen Personen. Eine ähnliche Regelung enthielten das preußische Strafgesetzbuch von 1851. Auch das Reichsstrafgesetzbuch von 1871, das den Vorläufer des Strafgesetzbuchs der Bundesrepublik Deutschland darstellt, enthielt in § 221 StGB einen Aussetzungstatbestand. Hiernach machte sich strafbar, wer eine wegen jugendlichen Alters, Gebrechlichkeit oder Krankheit hilflose Person aussetzt, oder wer eine ihm obliegende Fürsorgepflicht gegenüber einer solchen Person verletzt.
§ 221 StGB wurde durch das Sechste Strafrechtsreformgesetz von 1998 in weiten Teilen überarbeitet. Im Zuge dessen wurde die Aufzählung der Fallgruppen, in denen eine Person besonders schutzbedürftig war, durch eine abstrakte Beschreibung abgelöst. In der rechtswissenschaftlichen Literatur ist § 221 StGB teils auf erhebliche Kritik gestoßen, sowohl wegen der Gesamtkonzeption des Aussetzungstatbestands, als auch wegen Disproportionalitäten in den Strafrahmen der einzelnen Absätze.

## Objektiver Tatbestand

### Grunddelikt
§ 221 Absatz 1 StGB enthält zwei Begehungsformen der Aussetzung.

#### Versetzen in eine hilflose Lage
Nach § 221 Absatz 1 Nummer 1 StGB macht sich strafbar, wer einen anderen in eine hilflose Lage versetzt. Diese Deliktsvariante kann durch jedermann begangen werden.
Bei einer hilflosen Lage handelt es sich um eine Situation, in der das Opfer nicht fähig ist, die Gefahr des Todes oder einer Gesundheitsschädigung abzuwehren. Eine Gesundheitsschädigung liegt vor, wenn das Opfer unter einer ernsten langwierigen Krankheit, einer ernsthaften Störung der körperlichen Funktionen oder einer erheblichen Beeinträchtigung seiner Arbeitskraft leidet. Eine Gefahr besteht, wenn es lediglich vom Zufall abhängt, ob das Opfer einen Schaden erleidet.
Der Täter versetzt sein Opfer in eine hilflose Lage, indem er dessen Sicherheitslage verschlechtert. Dies kann dadurch geschehen, dass er die Gefährlichkeit einer Situation für das Opfer erhöht oder ihm die Möglichkeit nimmt, Hilfe zu erlangen. Ein Versetzen in eine hilflose Lage bejahte die Rechtsprechung beispielsweise in einem Fall, in dem eine Mutter ihre Kinder lediglich für eine Nacht versorgt und anschließend in einer verschlossenen Wohnung allein gelassen hatte und erst nach mehreren Tagen zurückkehrte. Nach vorherrschender Auffassung in der Rechtswissenschaft bedarf es hierfür keiner Ortsveränderung.

#### Im Stich Lassen
Nach § 221 Absatz 1 Nummer 2 StGB macht sich strafbar, wer einer Person, die sich in einer hilflosen Lage befindet, nicht die gebotene Hilfe zukommen lässt.
Bei der Aussetzung durch im-Stich-Lassen handelt es sich um ein Unterlassungsdelikt. Diese Tatmodalität setzt voraus, dass der Täter eine Beschützergarantenstellung hat. Es handelt sich somit um ein Sonderdelikt, das nur durch denjenigen begangen werden kann, der gegenüber dem Opfer in besonderer Weise verpflichtet ist. Eine darüber hinausgehende Nähebeziehung ist nach vorherrschender Ansicht indessen nicht erforderlich. Handlungspflichten können sich aus durch persönliches Vertrauen gekennzeichneten Obhutsverhältnissen ergeben, wie sie etwa innerhalb von Familien regelmäßig bestehen. Auch Ingerenz kann eine Hilfspflicht begründen. Nicht ausreichend ist die allgemeine Beistandspflicht nach § 323c StGB. Eine begonnene Hilfeleistung begründet nur dann eine solche Sonderstellung, wenn mit der begonnenen Hilfeleistung die Gefahr in Bezug auf die Gesundheit gesteigert wurde. Die Sonderstellung stellt ein strafbegründendes persönliches Merkmal im Sinne von § 28 Absatz 1 StGB dar, was für die Beurteilung der Strafbarkeit von Teilnehmern von Bedeutung ist.
Ein Im-Stich-Lassen liegt vor, wenn der Täter seinem Opfer in einer hilflosen Lage nicht hilft, obwohl er hierzu verpflichtet ist. Der Begriff der hilflosen Lage stimmt nach überwiegender Auffassung dem der Nummer 1 überein.

#### Gefahrenzusammenhang
Die hilflose Lage muss in kausaler und objektiv zurechenbarer Weise zur Gefahr des Todes oder einer Gesundheitsschädigung führen.

## Subjektiver Tatbestand
Eine Strafbarkeit nach § 221 StGB erfordert gemäß § 15 StGB zunächst, dass der Täter hinsichtlich des objektiven Tatbestands zumindest mit bedingtem Vorsatz handelt. Hierfür muss er die Tatumstände erkennen und die Verwirklichung des Tatbestands billigend in Kauf nehmen.

## Qualifikationen
§ 221 Absatz 2 StGB nennt mehrere Qualifikationstatbestände der Aussetzung, bei deren Vorliegen der Strafrahmen auf ein Jahr bis zu zehn Jahren Freiheitsstrafe ansteigt.
§ 221 Absatz 2 Nummer 1 StGB ist erfüllt, wenn sich die Tat gegen das eigene Kind richtet oder gegen eine Person, die dem Täter zur Betreuung anvertraut ist. Auch diesbezüglich muss der Täter vorsätzlich handeln. Es handelt sich um ein strafschärfendes persönliches Merkmal, auf das § 28 Absatz 2 StGB Anwendung findet.
§ 221 Absatz 2 Nummer 2 StGB ist erfüllt, wenn der Täter sein Opfer durch die Tat in eine schwere Gesundheitsschädigung bringt. Hierbei handelt es sich um eine Erfolgsqualifikation. Somit muss der Täter hinsichtlich des Schadenseintritts nicht vorsätzlich handeln, erforderlich ist gemäß § 18 StGB allerdings mindestens Fahrlässigkeit.
§ 221 Absatz 3 StGB enthält eine weitere Erfolgsqualifikation, die erfüllt ist, wenn das Opfer aufgrund einer durch die Aussetzung geschaffenen Todesgefahr stirbt. Dies führt dazu, dass der Strafrahmen auf drei bis fünfzehn Jahre Freiheitsstrafe ansteigt.

## Gesetzeskonkurrenzen
Werden im Zusammenhang mit einer Tat nach § 221 StGB weitere Delikte verwirklicht, können diese zur Aussetzung in Gesetzeskonkurrenz stehen. Häufig kommt es hierzu im Zusammenhang mit anderen Delikten gegen Leib und Leben.
Eine Tat nach § 221 StGB wird durch eine vorsätzliche Tötung verdrängt. Verwirklicht der Täter die Erfolgsqualifikation des § 221 Absatz 3 StGB, verdrängt diese eine fahrlässige Tötung nach § 222 StGB; entsprechendes gilt für § 221 Absatz 2 Nummer 2 und § 229 StGB. Auch die unterlassene Hilfeleistung (§ 323c StGB), welche die bloße Nichtvornahme einer gebotenen Hilfeleistung unter Strafe stellt, wird durch den spezielleren § 221 StGB verdrängt.
Die Begehung von Delikten, die einen anderen Schutzzweck als § 221 StGB verfolgen, kann in Tateinheit zu einer Aussetzung stehen. Dies trifft beispielsweise auf die Unfallflucht (§ 142 StGB) und die Gefährdung des Straßenverkehrs (§ 315c StGB) zu.

## Rechtslage in anderen Staaten
In Österreich ist Aussetzung nach § 82 des Strafgesetzbuchs strafbar. Mit einer Haftstrafe von sechs Monaten bis zu fünf Jahren ist bedroht, wer eine Person in eine hilflose Lage bringt und dann im Stich lässt oder eine seiner Obhut anvertraute Person in einer hilflosen Lage im Stich lässt. Hat dies den Tod des Gefährdeten zur Folge, verdoppelt sich das Strafmaß auf ein bis zu zehn Jahre. Zwischen 1975 und 2001 existierte zudem § 197, der das Verlassen eines Unmündigen kriminalisierte und Kindesweglegung prinzipiell, also auch in nicht gefährlichen Situationen, strafbar machte. Um anonyme Geburten zu ermöglichen, wurde er schließlich abgeschafft.
In der Schweiz ist die Aussetzung nach Art. 127 des Strafgesetzbuchs strafbar. Mit Freiheitsstrafe bis zu fünf Jahren oder Geldstrafe wird bestraft, wer einen Hilflosen, der unter seiner Obhut steht oder für den er zu sorgen hat, einer Gefahr für das Leben oder einer schweren unmittelbaren Gefahr für die Gesundheit aussetzt oder in einer solchen Gefahr im Stiche lässt. Die Tat ist ein konkretes Gefährdungsdelikt und erfordert auf subjektiver Seite einen Gefährdungsvorsatz, aber keinen Verletzungsvorsatz.